# Інезія
Іне́зія (Inezia) — рід горобцеподібних птахів родини тиранових (Tyrannidae). Представники цього роду мешкають в Південній Америці.

## Опис
Інезії є дрібними птахами, середня довжина яких становить 9-12 см, а вага — 5-8 г. Вони живуть в тропічних лісах і на узліссях.

## Таксономія і систематика
Молекулярно-генетичне дослідження, проведене Телло та іншими в 2009 році дозволило дослідникам краще зрозуміти філогенію родини тиранових. Згідно із запропонованою ними класифікацією, рід Інезія (Inezia) належить до родини тиранових (Tyrannidae), підродини Еленійних (Elaeniinae) і триби Euscarthmini.

## Види
Виділяють чотири види:
- Інезія тонкодзьоба (Inezia tenuirostris)
- Інезія сіроголова (Inezia inornata)
- Інезія буроголова (Inezia subflava)
- Інезія вохристовола (Inezia caudata)

## Етимологія
Рід був названий на честь Енрікети Іньєз Черрі, дочки орнітолога Джорджа Черрі.